# Hrvatska bowling liga 1996./97.
Hrvatsku bowling ligu za sezonu 1996./97. je osvojila ekipa "Grmoščica I" iz Zagreba. 

## Ljestvica
| mj | klub                            | ut | pob | ner | por | bod |
| -- | ------------------------------- | -- | --- | --- | --- | --- |
| 1. | Grmoščica I Zagreb              |    |     |     |     | 58  |
| 2. | Grmoščica II Zagreb             |    |     |     |     | 56  |
| 3. | Ericsson Nikola Tesla I Zagreb  |    |     |     |     | 44  |
| 4. | Importanne Zagreb               |    |     |     |     | 38  |
| 5. | Obrtnik Zagreb                  |    |     |     |     | 34  |
| 6. | Ericsson Nikola Tesla II Zagreb |    |     |     |     | 10  |

## Vanjske poveznice
- kuglanje.hr, bowling natjecanja  Arhivirana inačica izvorne stranice od 27. svibnja 2019. (Wayback Machine)
- bowling-hrvatska - Hrvatska bowling sekcija  Arhivirana inačica izvorne stranice od 8. lipnja 2019. (Wayback Machine)
- bowling.hr  Arhivirana inačica izvorne stranice od 8. lipnja 2019. (Wayback Machine)